# مسجد السيد حسين
مسجد السيد حسين هو مسجد تاريخي يعود إلى عصر القاجاريون، ويقع في أبر كوه.